# Coupe d'Europe des clubs champions de hockey sur glace 2007
Navigation
Coupe d'Europe des clubs champions 2006 Coupe d'Europe des clubs champions 2008
La Coupe d'Europe des clubs champions de hockey sur glace 2007 a eu lieu au Palais de glace de Saint-Pétersbourg  du 11 au 14 janvier 2007.

## Équipes participantes
Les équipes invitées sont les vainqueurs des championnats des six meilleures nations européennes au classement IIHF.
1. Färjestads BK  Suède
2. HC Sparta Prague  République tchèque
3. HPK Hämeenlinna  Finlande
4. AK Bars Kazan  Russie
5. MsHK Žilina  Slovaquie
6. HC Lugano  Suisse

## Phase de groupe
Les équipes sont réparties en deux groupes de trois équipes. Les premiers de chaque groupe s'affrontent en finale.

### Division Hlinka
| 11 janvier 2007 | Ak Bars Kazan | 6-4 (2-2, 2-1, 2-1) | Färjestads BK | Palais de glace Saint-Pétersbourg, Saint-Pétersbourg 6 400 spectateurs |

| Feuille de match | Feuille de match | Feuille de match                        | Feuille de match                                                                                    | Feuille de match |
| ---------------- | --- | --------------------------------------- | --------------------------------------------------------------------------------------------------- | ---------------- |
|                  | S. Zinoviev (3 min 24 s) I. Nikouline (7 min 17 s) A. Morozov (34 min 6 s) I. Nikouline (34 min 38 s) D. Zaripov (53 min 18 s) D. Zaripov (59 min 54 s) | 1-0 2-0 2-1 2-2 2-3 3-3 4-3 4-4 5-4 6-4 | E. Kåberg (12 min 46 s) J. Höglund (17 min 32 s) E. Pirnes (23 min 31 s) P. Prestberg (43 min 53 s) |                  |
|                  | |                                         | |                  |
|                  | |                                         | |                  |
|                  | |                                         | |                  |

| 12 janvier 2007 | Färjestads BK | 0-3 (0-1, 0-1, 0-1) | HC Lugano | Palais de glace Saint-Pétersbourg, Saint-Pétersbourg 1 300 spectateurs |

| Feuille de match | Feuille de match | Feuille de match | Feuille de match                                                           | Feuille de match |
| ---------------- | ---------------- | ---------------- | -------------------------------------------------------------------------- | ---------------- |
|                  |                  | 0-1 0-2 0-3      | S. Hirschi (13 min 53 s) S. Jeannin (29 min 21 s) R. Sannitz (59 min 14 s) |                  |
|                  |                  |                  |                                                                            |                  |
|                  |                  |                  |                                                                            |                  |
|                  |                  |                  |                                                                            |                  |

| 13 janvier 2007 | HC Lugano | 0-3 (0-1, 0-1, 0-1) | Ak Bars Kazan | Palais de glace Saint-Pétersbourg, Saint-Pétersbourg 11 200 spectateurs |

| Feuille de match | Feuille de match | Feuille de match | Feuille de match                                                               | Feuille de match |
| ---------------- | ---------------- | ---------------- | ------------------------------------------------------------------------------ | ---------------- |
|                  |                  | 0-1 0-2 0-3      | V. Prochkine (12 min 48 s) S. Zinoviev (23 min 33 s) S. Zinoviev (49 min 27 s) |                  |
|                  |                  |                  |                                                                                |                  |
|                  |                  |                  |                                                                                |                  |
|                  |                  |                  |                                                                                |                  |

| Clt   | Équipe        | PJ | V | D | N | BP | BC | Diff | Pts |
| ----- | ------------- | -- | - | - | - | -- | -- | ---- | --- |
| +001, | Ak Bars Kazan | 2  | 2 | 0 | 0 | 9  | 4  | +5   | 6   |
| +002, | HC Lugano     | 2  | 1 | 0 | 1 | 3  | 3  | 0    | 3   |
| +003, | Färjestads BK | 2  | 0 | 0 | 2 | 4  | 9  | -5   | 0   |

- Qualifié pour la finale

### Division Ragouline
| 11 janvier 2007 | HPK Hämeenlinna | 7-0 (2-0, 3-0, 2-0) | MsHK Žilina | Palais de glace Saint-Pétersbourg, Saint-Pétersbourg 1 100 spectateurs |

| Feuille de match | Feuille de match | Feuille de match            | Feuille de match | Feuille de match |
| ---------------- | --- | --------------------------- | ---------------- | ---------------- |
|                  | J.-P. Loikas (12 min 10 s) T. Mäkiaho (16 min 28 s) B. Tibbetts (29 min 50 s) J. Vihko (32 min 59 s) J. Vihko (39 min 26 s) V. Leino (41 min 34 s) T. Mäkiaho (46 min 36 s) | 1-0 2-0 3-0 4-0 5-0 6-0 7-0 |                  |                  |
|                  | |                             |                  |                  |
|                  | |                             |                  |                  |
|                  | |                             |                  |                  |

| 12 janvier 2007 | MsHK Žilina | 4-2 (0-1, 2-1, 2-0) | HC Sparta Prague | Palais de glace Saint-Pétersbourg, Saint-Pétersbourg 900 spectateurs |

| Feuille de match | Feuille de match                                                                                  | Feuille de match        | Feuille de match                          | Feuille de match |
| ---------------- | ------------------------------------------------------------------------------------------------- | ----------------------- | ----------------------------------------- | ---------------- |
|                  | D. Kusovský (21 min 5 s) P. Frühauf (35 min 16 s) M. Straka (42 min 30 s) M. Hanzal (59 min 56 s) | 0-1 1-1 2-1 2-2 3-2 4-2 | P. Ton (3 min 20 s) M. Sivek (38 min 8 s) |                  |
|                  |                                                                                                   |                         |                                           |                  |
|                  |                                                                                                   |                         |                                           |                  |
|                  |                                                                                                   |                         |                                           |                  |

| 13 janvier 2007 | HC Sparta Prague | 2-3 (1-1, 1-2, 0-0) | HPK Hämeenlinna | Palais de glace Saint-Pétersbourg, Saint-Pétersbourg 4 200 spectateurs |

| Feuille de match | Feuille de match                                   | Feuille de match    | Feuille de match                                                      | Feuille de match |
| ---------------- | -------------------------------------------------- | ------------------- | --------------------------------------------------------------------- | ---------------- |
|                  | M. Černošek (18 min 26 s) J. Hanzlík (25 min 27 s) | 0-1 1-1 1-2 2-2 2-3 | J. Lahti (10 min 7 s) J. Vihko (21 min 52 s) T. Mäkiaho (32 min 48 s) |                  |
|                  |                                                    |                     |                                                                       |                  |
|                  |                                                    |                     |                                                                       |                  |
|                  |                                                    |                     |                                                                       |                  |

| Clt   | Équipe           | PJ | V | D | N | BP | BC | Diff | Pts |
| ----- | ---------------- | -- | - | - | - | -- | -- | ---- | --- |
| +001, | HPK Hämeenlinna  | 2  | 2 | 0 | 0 | 10 | 2  | +8   | 6   |
| +002, | MsHK Žilina      | 2  | 1 | 0 | 1 | 4  | 9  | -5   | 3   |
| +003, | HC Sparta Prague | 2  | 0 | 0 | 2 | 4  | 7  | -3   | 0   |

- Qualifié pour la finale

## Finale
| 24 janvier 2007 | HPK Hämeenlinna | 0-6 (0-3, 0-0, 0-3) | Ak Bars Kazan | 11 700 spectateurs |

| Feuille de match | Feuille de match | Feuille de match        | Feuille de match | Feuille de match |
| ---------------- | ---------------- | ----------------------- | --- | ---------------- |
|                  |                  | 0-1 0-2 0-3 0-4 0-5 0-6 | Sergueï Zinoviev (8 min 21 s) Danis Zaripov (11 min 49 s) Alekseï Morozov (14 min 39 s) Ilia Nikouline (44 min 17 s) Andreï Pervychine (47 min 22 s) I. Stchadilov (49 min 1 s) |                  |
| Miika Wiikman    | Gardiens         | Mika Noronen            | |                  |
| 26 min           | Pénalités        | 20 min                  | |                  |
| 26               | Tirs             | 22                      | |                  |

## Statistiques

### Meilleurs pointeurs
Pour les significations des abréviations, voir statistiques du hockey sur glace.

| Joueur            | Équipe      | PJ | B | A | Pts | +/− | Pun |
| ----------------- | ----------- | -- | - | - | --- | --- | --- |
| Alekseï Morozov   | Kazan       | 3  | 2 | 8 | 10  | +7  | 0   |
| Sergueï Zinoviev  | Kazan       | 3  | 4 | 2 | 6   | +7  | 2   |
| Danis Zaripov     | Kazan       | 3  | 3 | 3 | 6   | +7  | 6   |
| Ville Leino       | Hämeenlinna | 3  | 1 | 4 | 5   | +4  | 0   |
| Vitali Prochkine  | Kazan       | 3  | 1 | 3 | 4   | +7  | 14  |
| Toni Mäkiaho      | Hämeenlinna | 3  | 3 | 0 | 3   | −1  | 0   |
| Ilia Nikouline    | Kazan       | 3  | 3 | 0 | 3   | +2  | 4   |
| Joonas Vihko      | Hämeenlinna | 3  | 3 | 0 | 3   | +4  | 0   |
| Jani Keinänen     | Hämeenlinna | 3  | 0 | 3 | 3   | +2  | 12  |
| Vladimir Vorobiov | Kazan       | 3  | 0 | 3 | 3   | +1  | 0   |

### Meilleurs gardiens
| Joueur            | Équipe     | PJ | Min          | BC | Bl | %Arr  | Moy  |
| ----------------- | ---------- | -- | ------------ | -- | -- | ----- | ---- |
| Mika Noronen      | Kazan      | 3  | 125 min 48 s | 0  | 2  | 100   | 0    |
| Imrich Petrík     | Žilina     | 1  | 60 min 0 s   | 2  | 0  | 96,15 | 2    |
| Dušan Salfický    | Prague     | 1  | 58 min 33 s  | 3  | 0  | 94    | 3,07 |
| Simon Zuger       | Lugano     | 2  | 119 min 58 s | 3  | 1  | 93,88 | 1,5  |
| Daniel Henriksson | Färjestads | 1  | 58 min 57 s  | 3  | 0  | 90,32 | 3,05 |

## Meilleurs joueurs
Récompenses individuelles

| Récompense         | Joueur          | Équipe        |
| ------------------ | --------------- | ------------- |
| Meilleur joueur    | Alekseï Morozov | Ak Bars Kazan |
| Meilleur gardien   | Mika Noronen    | Ak Bars Kazan |
| Meilleur défenseur | Dick Tärnström  | HC Lugano     |
| Meilleur attaquant | Alekseï Morozov | Ak Bars Kazan |

## Équipes d'étoiles
| Position       | Joueur           | Équipe        |
| -------------- | ---------------- | ------------- |
| Gardien de but | Mika Noronen     | Ak Bars Kazan |
| Défenseur      | Vitali Prochkine | Ak Bars Kazan |
| Défenseur      | Ilia Nikouline   | Ak Bars Kazan |
| Attaquant      | Danis Zaripov    | Ak Bars Kazan |
| Attaquant      | Sergueï Zinoviev | Ak Bars Kazan |
| Attaquant      | Alekseï Morozov  | Ak Bars Kazan |

### Vainqueurs
| Coupe d'Europe des clubs champions Ak Bars Kazan | Gardiens de but : Aleksandr Ieriomenko, Mika Noronen Défenseurs : Raymond Giroux, Ilia Nikouline, Jan Novák, Andreï Pervychine, Vitali Prochkine, Guennadi Razine, Ievgueni Riassenski, Igor Chtchadilov Attaquants : Alekseï Badioukov, Mikhaïl Iounkov, Dmitri Kazionov, Enver Lissine, Alekseï Morozov, Dmitri Oboukhov, Danis Zaripov, Mikhaïl Joukov, Sergueï Zinoviev, Aleksandr Stepanov, Alekseï Terechtchenko, Vladimir Vorobiov Entraïneur : Zinetoula Bilialetdinov |